# Aethes decens
Aethes decens es una especie de polilla del género Aethes, categorizada en la tribu Cochylini, de la subfamilia Tortricinae.

## Distribución
Se distribuye por Mongolia.

## Taxonomía
Fue descrita por Razowski en 1970 y publicada en (Aethes), Microlepid. Palaearctica 3: 330.